# Die Geliebte des französischen Leutnants (Film)
Die Geliebte des französischen Leutnants (The French Lieutenant’s Woman) ist ein britisches Filmdrama von Karel Reisz aus dem Jahr 1981. Das Drehbuch von Harold Pinter beruht auf dem gleichnamigen Roman von John Fowles.

## Handlung
Die beiden Hauptdarsteller eines Films, der im England des 19. Jahrhunderts spielt, haben ein Verhältnis, obwohl beide verheiratet sind.

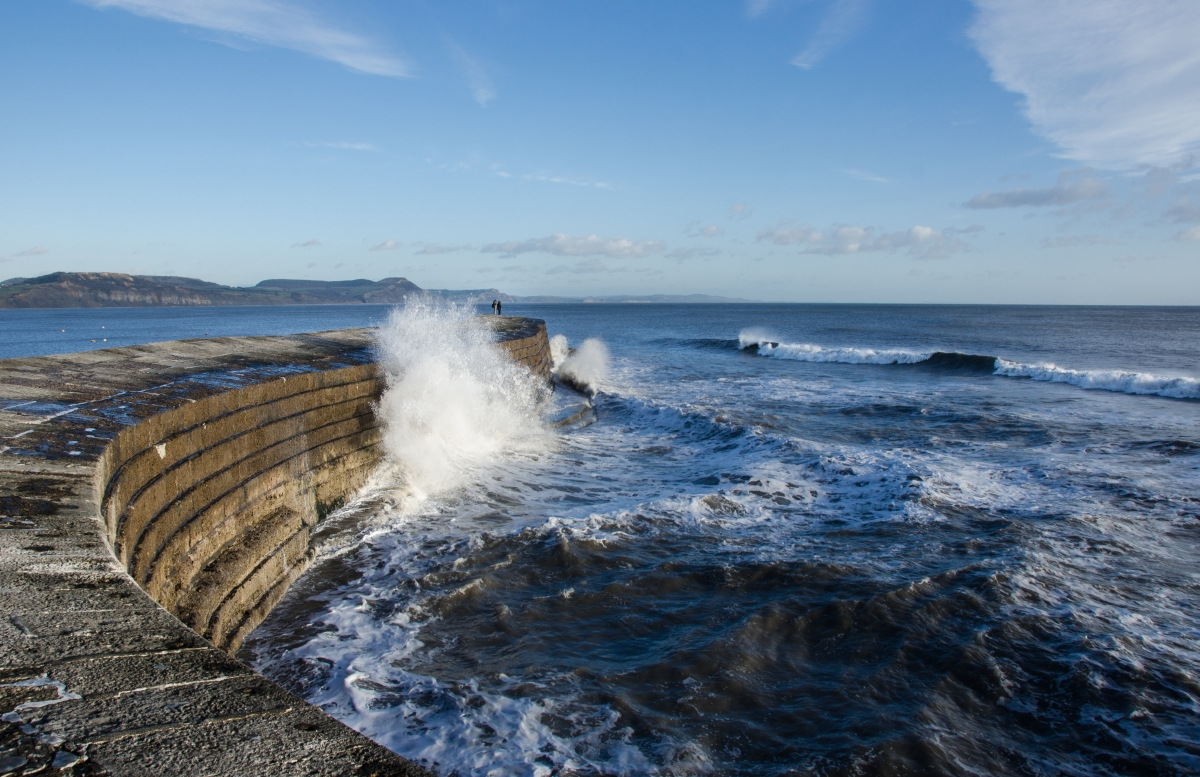
Hafenmole in Lyme Regis

In dem Film ist der Biologe Charles Henry Smithson mit einer Frau verlobt, die einem vermögenden Elternhaus entstammt. Smithson fällt bei seinen Spaziergängen in Lyme Regis eine Frau auf, die bei jedem Wetter auf der Mole steht und aufs offene Meer starrt, und die offenbar eine Einzelgängerin ist. Er verliebt sich in die Außenseiterin: Sarah Woodruff, die zuvor – nach den im Dorf kursierenden Gerüchten – eine Beziehung mit einem französischen Offizier hatte, weswegen sie von allen geächtet wird. Smithson trifft Sarah zuerst eher zufällig, dann stellt er ihr nach und verabredet sich schließlich heimlich mit ihr in den Wäldern, was im Dorf nicht unbemerkt bleibt. Ihre bigotte Arbeitgeberin setzt sie vor die Tür, und sie muss Lyme Regis verlassen. In Exeter, wo Smithson sie unter einem Vorwand in ihrem Hotel aufsucht, verbringen sie gemeinsam die Nacht, sie schlafen miteinander. Es stellt sich heraus, das Sarah noch Jungfrau war, und dass sie über die Art ihrer Beziehung zu dem Leutnant gelogen hat.
Smithson eröffnet seiner Verlobten Ernestina, dass er sie nicht heiraten wird. Sie ist außer sich und droht, ihr Vater werde sich an Smithson rächen. Ihre Verlobung wird in einem für Smithson äußerst negativen Vertrag gelöst. Er unterschreibt eine Erklärung, in der er die Schuld an der Lösung der Verlobung zugibt, und in dem er zustimmt, dass dieser Vertrag jederzeit veröffentlicht werden darf.
Als Smithson Sarah an dem vereinbarten Treffpunkt abholen will, ist sie verschwunden. Er sucht sie u. a. in London, da er befürchtet, sie müsse sich dort als Prostituierte durchschlagen. Smithson beauftragt einen Privatermittler, sie zu suchen, gibt Zeitungsanzeigen auf, ohne Reaktionen zu erhalten. Erst drei Jahre später erhält er einen Brief, in dem er ihren Aufenthaltsort erfährt. Sie arbeitet jetzt als Gouvernante bei einer Familie im Lake District. Smithson wirft ihr vor, sie habe sein Leben zerstört. Sarah versucht, ihr Handeln zu erklären, und Smithson bleibt bei ihr.
Das Liebespaar wird in der Gegenwart von denselben Schauspielern dargestellt, die auch als Regisseur Mike und Schauspielerin Anna eine leidenschaftliche Affäre verbindet. Bis zum Schluss bleibt offen, wie der Film und wie die Beziehung der beiden Paare enden wird. Schließlich endet der Film im Film mit einem romantisch-glücklichen Happy End. In der Gegenwart bittet Hauptdarsteller Mike die Hauptdarstellerin Anna, ihn auf einer Party zu treffen. Anders als die Protagonistin im Film beendet Anna die Beziehung. Sie verlässt die Party, ohne sich von Mike zu verabschieden, und steigt zu ihrem Ehemann ins Auto.

## Herausforderungen der Romanverfilmung
John Fowles erzählt in seinem 1969 erschienenen Roman, der die Basis der Verfilmung war, eine an der Oberfläche konventionelle Liebesgeschichte im viktorianischen England des 19. Jahrhunderts. Der 32-jährige Charles Smithson, voraussichtlicher Erbe eines Adelstitels, ist mit Ernestina Freeman, der Tochter eines wohlhabenden Tuchhändlers verlobt, fühlt sich aber gleichzeitig zu der gesellschaftlichen Außenseiterin Sarah Woodruff hingezogen, die die Geliebte eines französischen Leutnants gewesen sein soll. Der Reiz des Romans, der international ein Bestseller war und von Kritikern hochgelobt, liege in seinen metafiktionalen Brüchen und seinen intertextuellen Verweisen sowie einer Erzählweise, die immer wieder die Handlung ironisch durchbreche, indem ein nachzeitiger Standpunkt eingenommen werde, kommentiert Josua Novak. Diese Wirkung werde allein mit sprachlichen Mitteln erzielt.
John Frankenheimer schrieb über den Film: 

„Es gibt keinerlei Möglichkeit, diesen Roman zu verfilmen. Man kann in einem Film dieselbe Geschichte erzählen, aber natürlich in nicht derselben Weise. Und wie Fowles seine Geschichte erzählt, ist genau das, was den Roman so gut macht.“

Tatsächlich dachten Fowles und sein Verleger Tom Maschler bereits vor dem Erscheinen des Romans über seine Verfilmung nach und fragten Karl Reisz, ob er bereit sei, dabei Regie zu führen. Reisz lehnte allerdings ab, weil er gerade den sehr anspruchsvollen Film Isadora über Isadora Duncan gedreht hatte. Fowles zog eine Reihe weiterer Drehbuchautoren und Regisseuren in Erwägung, die aber aus verschiedenen Gründen wieder ausstiegen. Selbst als 1978 Reisz sich endlich bereit erklärt hatte, Regie zu führen, kam es erneut zu Schwierigkeiten. Warner Brothers, die ursprünglich die Finanzierung für den Film stellen wollten, stiegen Mitte Januar 1980, vier Monate vor Drehbeginn, aus dem Projekt aus. Ihnen schienen die benötigten Mittel nicht im Verhältnis zum erwarteten Erfolg an den Kinokassen zu stehen. Letztlich arrangierte Meryl Streeps Agent, dass United Artists das Filmprojekt finanzierte.
Fowles selbst war nicht bereit, als Drehbuchautor zu agieren. Er hatte das Drehbuch zur Verfilmung seines Romans Der Magus geschrieben, bei dem Guy Green Regie führte. Die Filmadaption scheiterte trotz der Starbesetzung an der Komplexität des Romans, die Fowles filmisch nicht umsetzen konnte. Michael Caine, der neben Anthony Quinn und Candice Bergen eine der Hauptrollen spielte, sagte, dies sei der schlechteste Film, in dem er je gespielt habe, weil niemand verstanden habe, worum es eigentlich gehe. Berüchtigt wurde der Film durch ein Woody Allen zugeschriebenes Zitat: „Wenn ich mein Leben nochmal leben könnte, würde ich alles wieder genauso machen, mit der Ausnahme, dass ich mir ‚The Magus‘ nicht noch einmal ansehen würde.“ Fowles und sein Herausgeber Maschler konnten Harold Pinter davon überzeugen, das Drehbuch zu schreiben.
Pinter, der 2005 mit dem Literatur-Nobelpreis ausgezeichnet wurde, war in den frühen 1980er Jahren bereits als Theaterschriftsteller bekannt und erfolgreich. Fowles selbst betonte in einem Essay The Filming of „The French Lieutenant’s  Woman“, in dem er die Verfilmung seines Romans kommentierte, das ungewöhnliche Vertrauen, das er im Verlauf der Zusammenarbeit zu Pinter gewonnen habe. Roger Ebert schreibt in seiner Kritik zu dem Film, dass Pinter und Reisz gleichzeitig eine einfache und brillante Umsetzung gelungen sei. Sie ignorierten die spezifische Erzählweise von Fowles Roman vollständig und nutzten eine filmische Herangehensweise, die in gleicher Weise eine ironische Brechung zu der viktorianischen Liebesgeschichte schaffte. Statt des ironisch kommentierten Erzählers in Fowles Roman nutzten sie eine in der Jetztzeit angesiedelte Liebesgeschichte, die – nicht zuletzt weil sie von denselben Darstellern gespielt werde – in ähnlicher Weise eine ironische Distanz zu der konventionellen viktorianischen Liebesgeschichte schaffe.

## Synchronisation
| Rolle                         | Darsteller       | Synchronsprecher  |
| ----------------------------- | ---------------- | ----------------- |
| Sarah Woodruff / Anna         | Meryl Streep     | Helgard Bruckhaus |
| Charles Henry Smithson / Mike | Jeremy Irons     | Christian Wolff   |
| Ernestina Freeman             | Lynsey Baxter    | Uschi Wolff       |
| Ernest Freeman                | Peter Vaughan    | Heinz Engelmann   |
| Dr. Grogan                    | Leo McKern       | Wolf Ackva        |
| Mrs. Poulteney                | Patience Collier | Ursula Traun      |

## Produktion
Der Film wurde im Mai 1980 in den Twickenham Film Studios in London gedreht, außerdem an mehreren Drehorten in London, in Südengland, an der Küste von Devon sowie im Lake District.

### Besetzung
Die männliche Hauptrolle wurde Irons übertragen, der bis dahin vor allem am West End Theater gespielt hatte und noch wenig Filmerfahrung hatte. Erschwerend kam hinzu, dass er in der Fernsehserie Wiedersehen mit Brideshead unter Vertrag stand, die parallel produziert wurde, und in der er ebenfalls die Hauptrolle spielte.
Meryl Streep andererseits, die das Projekt von Anfang an förderte, war bereits ein internationaler Star und hatte ihren ersten Oscar gewonnen. Irons sagte später in einem Interview über ihre Zusammenarbeit: „It was like a masterclass for me.“ Für Jeremy Irons markiert das Jahr 1981 seinen internationalen Durchbruch als Filmstar.

### Kamera
Karel Reisz arbeitete wieder mit Freddie Francis zusammen, der seit seinem Spielfilmdebüt Samstagnacht bis Sonntagmorgen von 1960 sein ständiger Kameramann war. Francis
arbeitete mit einer Panaflex Camera und Linsen von Panavision.

### Filmmusik
Die Filmmusik von Carl Davis wurde unter seiner Leitung mit einer Kammermusikbesetzung eingespielt. Die Soloviola spielt Kenneth Essex (1920–2021), der Pianist John Lill spielte das Adagio aus Mozarts Sonate in D-Dur KV.576 und eine Passage aus dem Praeludium in c-moll von Johann Sebastian Bach. Davis arbeitete die Filmmusik anschließend zu einer sinfonischen Suite um, die am 1. Februar 1985 in Cardiff mit dem BBC National Orchestra of Wales unter der Leitung des Komponisten uraufgeführt wurde.

## Veröffentlichung
Die Premieren in London, New York und Toronto fanden am 18. September 1981. Premiere in Westdeutschland war am 11. März 1982.
2001 veröffentlichte MGM Home Entertainment eine DVD unter dem Titel The French Lieutenant’s Woman in deutscher, englischer, französischer, italienischer und spanischer Sprache
2022 brachte das Label Pidax eine weitere DVD in deutscher und englischer Sprache heraus, ergänzt um umfangreiches Bonusmaterial. Die DVD enthält Interviews mit Jeremy Irons, Meryl Streep, dem Editor John Bloom und mit Carl Davis sowie ein Interview mit Ian Christie, Professor an der Birkbeck, University of London und einen Essay von Lucy Bolton, Dozentin an der Queen Mary University of London.

## Rezeption
In Großbritannien war der Film mit einem Einspielergebnis von £2.220.132 der zweiterfolgreichste britische Film des Jahres 1981 nach Die Stunde des Siegers. In den USA spielte er ca. 22,6 Millionen US-Dollar ein.

### Kritiken
Roger Ebert schrieb in der Chicago Sun-Times, die Verfilmung unter der Regie von Karel Reisz sei genauso „einfach“ wie auch „brillant“. Seine visuelle Seite sei „schön“; die Rollen seien „gut gespielt“ („remarkably well-acted“).
Pauline Kael vom Magazin The New Yorker, die den Roman als eine „Meditation über eine romantische, geheimnisvolle Frau und eine sinnliche Wahnsinnige, eine viktorianischer Fiktion“ bezeichnet, schreibt: „Wir kommen niemals richtig in den Film, weil Sarah, der Meryl Streep eine makellose, technisch vollendete Perfomance verleiht, niemals geheimnisvoll ist.“

### Auszeichnungen
Der Film gewann 11 Filmpreise und wurde für 20 weitere nominiert.
Meryl Streep als Beste Hauptdarstellerin, das Drehbuch, die Kulissen, die Kostüme und der Schnitt wurden im Jahr 1982 für den Oscar nominiert. Meryl Streep gewann im Jahr 1982 den Golden Globe Award, das Drehbuch und der Film als Bestes Drama wurden für den Golden Globe Award nominiert.
Meryl Streep, Carl Davis für die Musik und die Tonexperten gewannen im Jahr 1982 den BAFTA Award. Zu den acht Nominierungen für den BAFTA Award gehörten jene für Jeremy Irons, Karel Reisz und als Bester Film. Karel Reisz gewann 1982 den Evening Standard British Film Award sowie den Bodil Award und wurde 1983 für den César nominiert.
Meryl Streep gewann 1981 den Los Angeles Film Critics Association Award. Harold Pinter gewann 1982 den David di Donatello. Carl Davis wurde im Jahr 1983 für das Album mit der Filmmusik für den Grammy Award nominiert.